# Balsfjord
Balsfjord là một đô thị ở hạt Troms, Na Uy. Trung tâm hành chính của đô thị này là làng Storsteinnes, trong khi Nordkjosbotn ở đầu của vịnh hẹp là một làng khác.
Đô thị này bao gồm hai vịnh hẹp, Malangen và Balsfjorden, bao quanh bởi đất trồng trọt tương đối phong phú dưới đỉnh núi cuối phía nam của dãy núi Alps Lyngen.